# Колинсвил (Илиноис)
Колинсвил (енгл. Collinsville) град је у америчкој савезној држави Илиноис. По попису становништва из 2010. у њему је живело 25.579 становника.

## Демографија
Према попису становништва из 2010. у граду је живело 25.579 становника, што је 872 (3,5%) становника више него 2000. године.
|                   | 2010.           | 2000.           |
| Укупно            | 25 579 (100,0%) | 24 707 (100,0%) |
| Белци             | 21 186 (82,83%) | 22 274 (90,15%) |
| Афроамериканци    | 2 567 (10,04%)  | 1 446 (5,853%)  |
| Хиспаноамериканци | 1 112 (4,347%)  | 534 (2,161%)    |
| Остали            | 518 (2,025%)    | 306 (1,239%)    |
| Азијати           | 196 (0,766%)    | 147 (0,595%)    |